# Arlindo Gomes Furtado
Arlindo Gomes Furtado, CSSp (15. studenog 1949.) katolički je prelat sa Zelenortskih Otoka.
Nekoliko je godina studirao u Coimbri u Portugalu, dok se pripremao za svećničko ređenje, te kasnije radio tamo i kao profesor. Član je redemptorista. Papa Franjo ga je 2015. proglasio kardinalom, prvim sa Zelenortskih Otoka.
Papa Franjo je 4. siječnja 2015. objavio da će ga 14. veljače proglasiti kardinalom. Furtado je postao prvi kardinal sa Zelenortskih Otoka. Na ceremoniji mu je dodijeljena titularna crkva San Timoteo.
Dana 13. travnja 2015. imenovan je članom Kongregacije za evangelizaciju naroda i Papinskog vijeća Cor Unum. Dana 28. listopada 2016. postao je članom Kongregacije za bogoštovlje i disciplinu sakramenata.